# Серниста киселина
Сернистата киселина (среща се и като сериста киселина) е химично съединение с формула H2SO3. Представлява средно силна киселина. Няма доказателства, че съществува в разтвор, но молекулата е засичана в газова фаза. Сернистата киселина е междинно съединение при образуването на киселинен дъжд от серен диоксид.
При опит да се концентрира разтвор на киселината чрез изпарение, за да се получи безводна серниста киселина, тя се разпада. При охлаждане на клатрат SO2·53⁄4H2O, тя кристализира, след което при 7 °C се разгражда. Следователно, H2SO3 не може да бъде изолирана.

## Свойства
Киселината има средна сила:
{\displaystyle {\mathsf {H_{2}SO_{3}\rightleftarrows H^{+}+HSO_{3}^{-}}}}
{\displaystyle {\mathsf {HSO_{3}^{-}\rightleftarrows H^{+}+SO_{3}^{2-}}}}
Съществува само в разредени водни разтвори (не е изолирана в свободно състояние):
{\displaystyle {\mathsf {SO_{2}+H_{2}O\rightleftarrows H_{2}SO_{3}\rightleftarrows H^{+}+HSO_{3}^{-}\rightleftarrows 2H^{+}+SO_{3}^{2-}}}}
Сернистата киселина и солите ѝ са силни редуктори:
{\displaystyle {\mathsf {H_{2}SO_{3}+Br_{2}+H_{2}O\longrightarrow H_{2}SO_{4}+2HBr}}}
При взаимодействие с още по-силни редуктори, може да играят ролята на окислител:
{\displaystyle {\mathsf {H_{2}SO_{3}+2H_{2}S\longrightarrow 3S\downarrow +3H_{2}O}}}

## Начини на получаване
Серниста киселина може да се получи, като се разтвори серен диоксид във вода или при реакцията на сярна киселина с динатриев сулфит.

## Приложение
Водни разтвори на серен диоксид, който понякога се нарича серниста киселина, се използват като редукционни агенти и като дезинфекционни средства. Използва се и за консервиране на някои храни.
Серистата киселина спредпазва от образуването на бактерии и гъбички в храните.
Серистата киселина намира приложение в произвеждането на опаковки за хранителни продукти.
Серистата киселина се използва и за премахване на нежелани петна по дрехите.
Серистата киселина се използва при процеса на преработка на мед, за да се отдели медта от другите материали.
Серистата киселина намалява възпаленията, особено в случаи на заболявания на дихателната система.